# Ангстрем (компания)
АО «Ангстрем» — российский разработчик и производитель полупроводниковых изделий, от дискретных транзисторов до современных микроконтроллеров и микропроцессоров. Компания обладает одним из самых мощных в России комплексов по созданию и производству полупроводниковых изделий: 10 полноценных дизайн-центров, более 1000 сотрудников, две производственные линии (головная компания, проектирование и выпуск изделий электронной техники и полупроводников).
В 2008 компания выступила поручителем в получении кредита в пользу «Ангстрем-Т» в размере €815 млн от государственного банка ВЭБ.РФ. Последняя не выполнила свои обязательства и была обанкрочена в 2018. Акции «Ангстрем-Т» были переданы под контроль ВЭБ.РФ в 2018 за символическую сумму в 1 рубль.
«Ангстрем-Т» входила в группу компаний «Ангстрем» и была связана с бывшим министром связи РФ Леонидом Рейманом.

## История
Основана 25 июня 1963 года как НИИ-336, впоследствии НИИ точной технологии (НИИТТ) и завод «Ангстрем» в составе НПО «Научный центр». Первым директором в течение четырнадцати лет был Герой Социалистического Труда Владимир Сергеев.
Предприятие было одним из основных производителей интегральных схем в СССР (наряду с зеленоградским заводом «Микрон» и минским объединением «Интеграл»).
В мае 1981 года в НИИТТ на основе К1801ВЕ1 разработана ЭВМ индивидуального пользования «Электроника НЦ-8010». Это был первый в СССР прототип персонального компьютера, причём построенный полностью на отечественных микросхемах с отечественной архитектурой, программно совместимый с отечественным семейством микро-ЭВМ «Электроника НЦ».
В 1981 году «Ангстрем» был награждён Орденом Октябрьской Революции.

### Современность
В 1993 году НИИТТ и завод «Ангстрем» акционированы как единая компания АООТ «Ангстрем» (с 1996 года ОАО «Ангстрем»). Позднее из компании выделили ОАО «Ангстрем-М».
В 2004 году контрольные пакеты трёх компаний куплены структурами, подконтрольными Сергею Веремеенко; в июне 2008 года эти пакеты переведены в управляющую компанию ООО «Группа „Ангстрем“».
В начале 2009 года 50 % акций ОАО «Ангстрем» и ОАО «Ангстрем-М» принадлежали ЗАО «Коал трейд» и ЗАО «Контракт финанс групп» (подконтрольны Сергею Веремеенко), 25 % — государственному холдингу «Росэлектроника» (в составе государственной корпорации «Ростехнологии»), 11 % — концерну «Ситроникс», 14 % — миноритарным акционерам.
В августе 2009 года появилось сообщение о том, что Веремеенко планирует передать свои доли в компаниях ОАО «Ангстрем» и ОАО «Ангстрем-М» «Ренессанс Капиталу», Росимуществу и менеджменту «Ангстрема» в обмен на вексельный долг, который оценивается примерно в 200 млн руб.
В 2009 году кристальное производство «Ангстрема» выпустило 64,5 млн кристаллов. Товарный выпуск изделий сборочного и аппаратного производств составил 591,93 млн рублей (на 48 % больше показателя 2008 года).
В июне 2012 года ОАО «Росэлектроника» увеличила свой пакет акций в ОАО «Ангстрем» до 31 %.
По итогам 2012 года, компания продолжает занимать место основного поставщика радиационно-стойкой электронно-компонентной базы для предприятий военного и научного комплекса.
7 сентября 2016 года, из-за проектов России в аннексированном Россией Крыму, «Ангстрем», «Ангстрем-М», «Ангстрем-Т» попали в список ограничительных секторальных SSI санкций США.
На 2017 год компании принадлежит оборудование, позволяющее выпускать интегральные схемы с топологическими нормами 1,5—2,0 мкм (пластины диаметром 100 мм) и 0,6—1,2 мкм (пластины диаметром 150 мм).
В 2021 году России принята стратегия развития микроэлектроники сроком до 2030 г., которая предполагает создание российских кремниевых фабрик с производственными нормами 28 нм, 12—14 нм и даже 5—7 нм, работающих по производственной бизнес-модели «фаундри» (foundry).
В 2022 году, на фоне вторжения России на Украину, «Ангстрем-Т» и «Ангстрем» были включены в блокирующие санкционные списки США (SDN-лист) так как производит микросхемы для навигационной системы, используемой Россией для наведения управляемых ракет.
11 апреля 2023 года «Ангстрем» попал под санкции Канады как «организация причастная к войне Путина». По аналогичным причинам компания находится под санкциями Швейцарии, Украины и Японии.
В мае 2023 г. управление НПО «Ангстрем» перешло от компании Л. Реймана к структуре «Ростеха»; решение не предусматривает изъятия активов.

## Ангстрем-Т
В 2005 году была основана компания «Ангстрем-Т» с целью строительства завода по производству микросхем по технологическим нормам 130—90 нм, с перспективой развития и перехода на уровень 65 нм. Её владельцем стал министр связи России Леонид Рейман (был министром до 2008 года). 
В 2008 году компания получила кредит Внешэкономбанка в размере 815 млн евро с целью начала производства в 2012 году. Однако сроки были сорваны, и производство удалось запустить лишь в 2018 году по 90-нанометровой технологии. 
В 2018 году «Ангстрем-Т» была обанкрочена, а её акции проданы ВЭБ.РФ за символическую сумму в 1 рубль.
В январе 2019 года ВЭБ забрал 100 % акций завода «Ангстрем-Т», потребовав погасить кредит в 1,3 млрд руб., подал иск о банкротстве предприятия.
В октябре решением московского Арбитражного суда «Ангстрем-Т» был признан банкротом.
3 сентября 2020 года счета АО «Ангстрем» были заблокированы в 16 банках, однако суд распорядился снять блокировки в порядке обеспечительных мер. В том же месяце АО «Ангстрем», выступавший поручителем «Ангстрем-Т» перед ВЭБ.РФ, подал иск к последнему о признании сделки о продаже «Ангстрем-Т» недействительной, поскольку, по мнению АО, она была притворной.
ВЭБ.РФ через свою «дочку» «НМ-Тех» выкупила имущество завода «Ангстрем-Т», который сама же и обанкротила. «НМ-Тех» выкупил как помещения завода, так и различное оборудование (в перечне, помимо прочего, есть производственный корпус суммарной площадью более 43 тыс. м2). Из 8,4 млрд руб., которые заплатила «НМ-Тех», 5,4 млрд руб. были потрачены на различное оборудование завода, включая установку по выпуску микросхем по техпроцессам от 130 нм до 90 нм. «НМ-Тех» намерена возобновить работу предприятия до конца 2021 года.
В рамках форума «Микроэлектроника-2022», компании «Микрон» и «НМ-Тех» заключили соглашение о производстве микрочипов для банковских карт, полисов и паспортов на завод «Ангстрем-Т».